# Midsommarloppet
Midsommarloppet är ett travlopp för varmblod som körs på Rättviks travbana i Rättvik i Dalarnas län varje år på midsommardagen. Loppet körs över 2140 meter med autostart. Förstapris är 100 000 kronor.
Första upplagan av Midsommarloppet kördes den 25 juni 1955.
Löpningsrekordet innehas av Milligan's School som i 2019 års upplaga segrade på tiden 1.11,1 från ledningen. On Track Piraten är den häst som vunnit loppet flest gånger med sina tre segrar (2015, 2016, 2017).

## Vinnare
| År   | Häst              | Kusk               | Tränare            | Tid    | Odds  |
| ---- | ----------------- | ------------------ | ------------------ | ------ | ----- |
| 2024 | Hades de Vandel   | Björn Goop         | Paul J. P. Hagoort | 1.10,5 | 3.22  |
| 2023 | Best Ofdream Trio | Kim Eriksson       | Erik Killingmo     | 1.11,1 | 3.33  |
| 2022 | Antonio Trot      | Magnus A. Djuse    | Timo Nurmos        | 1.11,0 | 4.79  |
| 2021 | Milligan's School | Ulf Eriksson       | Stefan Melander    | 1.10,6 | 2.83  |
| 2020 | Milligan's School | Ulf Eriksson       | Stefan Melander    | 1.12,1 | 4.34  |
| 2019 | Milligan's School | Ulf Eriksson       | Stefan Melander    | 1.11,1 | 1.24  |
| 2018 | Charrua Forlan    | Hans-Owe Sundberg  | Hans-Owe Sundberg  | 1.12,2 | 5.32  |
| 2017 | On Track Piraten  | Johnny Takter      | Hans R. Strömberg  | 1.12,5 | 2.81  |
| 2016 | On Track Piraten  | Johnny Takter      | Hans R. Strömberg  | 1.12,6 | 1.12  |
| 2015 | On Track Piraten  | Johnny Takter      | Hans R. Strömberg  | 1.11,4 | 1.66  |
| 2014 | Orecchietti       | Örjan Kihlström    | Stefan Hultman     | 1.13,6 | 1.78  |
| 2013 | Traveling Man     | Daniel Redén       | Daniel Redén       | 1.13,6 | 2.81  |
| 2012 | Haraldinho        | Örjan Kihlström    | Catarina Lundström | 1.13,3 | 4.75  |
| 2011 | Oracle            | Stefan Melander    | Stefan Melander    | 1.13,1 | 2.57  |
| 2010 | Reven d'Amour     | Fredrik B. Larsson | Fredrik B. Larsson | 1.12,5 | 3.43  |
| 2009 | Amour Ami         | Johnny Takter      | Robert Bergh       | 1.13,2 | 11.53 |
| 2008 | Garantido         | Daniel Olsson      | Mats Remneby       | 1.13,5 | 13.50 |
| 2007 | Jetstile          | Jörgen Sjunnesson  | Per Johansen       | 1.13,8 | 1.45  |
| 2006 | Jetstile          | Johnny Takter      | Per Johansen       | 1.12,5 | 1.46  |
| 2005 | General du Lupin  | Örjan Kihlström    | Stefan Hultman     | 1.14,8 | 1.80  |
| 2004 | Eli Sea           | Örjan Kihlström    | Lennart Mossberg   | 1.14,1 | 5.94  |
| 2003 | Someday Soon      | Jorma Kontio       | Timo Nurmos        | 1.13,9 | 4.12  |
| 2002 | Lucky Po          | Stefan Melander    | Stefan Melander    | 1.14,0 | 8.29  |
| 2001 | Atas Ace L.       | Tommy Hanné        | Tommy Hanné        | 1.14,2 | 5.24  |
| 2000 | Petit Aubiose     | Jim Frick          | Ola Ekström        | 1.14,1 | 2.57  |
| 1999 | Zoogin            | Åke Svanstedt      | Åke Svanstedt      | 1.17,1 | 1.49  |